# Tamba Dolok
Tamba Dolok is een bestuurslaag in het regentschap Samosir van de provincie Noord-Sumatra, Indonesië. Tamba Dolok telt 1538 inwoners (volkstelling 2010).